# Timmelbach (Göllersbach)
Der Timmelbach (auch Weierburgbach) ist ein linker Zufluss zum Göllersbach bei Eggendorf im Thale in Niederösterreich.
Der Timmelbach entspringt südlich von Weyerburg am nördlichen Rand des Ernstbrunner Waldes. Bald nach seiner Quelle mündet der Bach des Aspentals als sein linker Zubringer ein, danach fließt der Timmelbach auf Weyerburg zu und von dort nach Eggendorf im Thale, wo er von links in den Göllersbach mündet. Sein Einzugsgebiet umfasst 8,1 km² in größtenteils offener Landschaft, jedoch liegt sein Quellgebiet im Ernstbrunner Wald.